# Unjapyx
Unjapyx es un género de Diplura en la familia Japygidae.

## Especies
- Unjapyx clayae Pagés, 1978
- Unjapyx mussardi Pagés, 1993
- Unjapyx simplicior (Silvestri, 1929)
- Unjapyx turbator Pagés, 1993